# Дворище
Дво́рище — у східнослов'янських народів давня форма колективного землеволодіння і, одночасно, сільського поселення групи споріднених сімей, назва господарського двора з усіма забудуваннями (також «огнище») на Русі в передісторичну добу. Термін «дворище» вживався і в давньоруських джерелах. Існувало в XIV—XVI століттях  у росіян під назвою «печище», в українській і білоруській мові — «дворище» і було аналогічне південнослов'янській задрузі. Дворище становило собою залишки родового устрою. Воно було основою сільської общини.
У староукраїнському праві дворище — господарська одиниця, заснована на кровному спорідненні та спільній власності і спільному відбуванні повинностей. У литовсько-руську добу дворище було визнане державою за одиницю оподаткування. До складу дворища входило близько 40-50 осіб того самого роду. Окрім родичів, як рівноправні члени до нього могли входити сторонні селяни — потужники, поплічники, або як економічно залежні люди — половинники, дольники, підсусідки. Маєтності дворища складалися з дворів, придатної до обробітку землі і земель поза ним (пасіки, пасовища), т. зв. угіддя. Розмір власності дворищ був різний: від 1 до 18 волок (до 500 моргів). Ділити дворище на півдворища або обтяжувати можна було тільки за згодою всіх його членів. Члени дворища спільно володіли орними землями та угіддями, а з часом — тільки угіддями. Щодо феодала воно виступало як сукупна податкова одиниця. Дворище звичайно називалося ім'ям засновника, глави сім'ї або його предка. Цей правно-господарський інститут зберігся на Поліссі, Волині, подекуди в Галичині і на Поділлі до волочного переміру у XVI столітті, коли дворище було замінене індивідуальною власністю. У південних слов'ян у формі «задруги» проіснувало до XIX століття.
Дворище — у Великому князівстві Литовському одиниця оподаткування. Дворище складалося з кількох «димів», тобто окремих господарств, які, як правило, належали родичам. Іноді одиницею оподаткування міг виступати й «дим».